# Поділля (Івано-Франківський район)
Поді́лля — село Більшівцівської селищної громади Івано-Франківського району Івано-Франківської області.

## Назва
7 червня 1946 року указом Президії Верховної Ради УРСР село Серники Долішні Бурштинського району перейменовано на Поділля і Сернко-Долішнівська сільська Рада — на Подолянська.

## Географія
Через село тече річка Уїздський Потік, права притока Нараївки.

## Історія
На території села наявний скельно-печерний монастирський комплекс ХІІ-ХІІІ століть.
Перша письмова згадка про це село датується 1436 роком.
У 1939 році в селі проживало 1190 мешканців (630 українців, 100 поляків, 440 латинників, 20 євреїв).
Школа закрита 02.09.2014.
Подільська сільська рада знаходилась за адресою: с. Поділля, вул. Лесі Українки, буд. 56а

## Відомі люди
- Бандура Федір Пилипович — лицар Срібного хреста заслуги ОУН-УПА.
- Ковальчук Роман Михайлович - заслужений вчитель, громадський діяч, фольклорист